# Isao Takahata
Isao Takahata (高畑 勲?, Takahata Isao; Ise, 29 ottobre 1935 – Tokyo, 5 aprile 2018) è stato un regista, sceneggiatore e produttore cinematografico giapponese noto per il suo importante apporto nel mondo degli anime.
Nel 1985, ha co-fondato lo Studio Ghibli con il suo partner di lunga data Hayao Miyazaki e i collaboratori di Miyazaki Toshio Suzuki e Yasuyoshi Tokuma. Takahata ha ottenuto il plauso della critica internazionale per il suo lavoro come regista di film anime, tra cui Una tomba per le lucciole (1988), Pioggia di ricordi (1991), Pom Poko (1994) e I miei vicini Yamada (1999). Il suo ultimo film da regista è stato La storia della Principessa Splendente (2013), che è stato candidato per un Oscar nella categoria "miglior film d'animazione" agli 87° Academy Awards.

## Biografia
Takahata nasce nella prefettura di Mie, anche se trascorre gran parte della sua infanzia e adolescenza nella prefettura di Okayama. Cresce in un ambiente dove ha la possibilità di accostarsi sin dall'infanzia alla letteratura e alla musica, ed uno dei suoi primi interessi è la storia dell'arte, che intraprenderà come percorso di studio. Conclusi gli studi superiori si immatricola alla prestigiosa Università di Tokyo, iscrivendosi al corso di letteratura francese e conseguendo una laurea nel 1959. Grande ammiratore della poesia di Prévert, che scopre durante il periodo universitario, tanto che più avanti cura la traduzione delle sue opere dal francese al giapponese. Una raccolta di questi lavori è stata pubblicata alla fine del 2004.
Durante il periodo universitario nasce in lui un interesse per la storia del cinema e prende parte al club di studi cinematografici e scrive articoli sul cinema su una rivista studentesca. È particolarmente interessato al cinema francese e scopre in Prévert non solo il poeta ma anche lo sceneggiatore, ed il suo lavoro con l'animatore Paul Grimault. Nel 1953 esce in Francia La Bergère et le ramoneur di Grimault e Prévert, un'opera di grande portata ma rinnegata dai suoi autori - in questa versione - perché poco curata e incompleta. Nonostante questo il film viene comunque proiettato in Giappone due anni dopo, affascinando fortemente il pubblico. Per Takahata questo film è un'illuminazione, poiché l'animazione giapponese era ancora saldamente legata al modello disneyano. La Bergère et le ramoneur diventa per lui un punto di partenza per esplorare tutto ciò che il cinema d'animazione consente di fare.

## Carriera

### Gli inizi alla Toei Doga
Nel 1959 vince un concorso ed entra a far parte della Toei Doga come allievo regista (Takahata non è mai stato un disegnatore), dove apprende il mestiere grazie alla messa in scena di vari lungometraggi; inizialmente non c'è una mansione che lo affascina particolarmente, ma poi dichiarerà di cominciare ad interessarsi all'arte dell'animazione solo dopo aver visto il film francese La bergère et le ramoneur di Paul Grimault. Tra il 1959 ed il 1965 - anno della sua prima regia - collaborerà a diverse produzioni, sia cinematografiche sia televisive, quali Anju to Zushiōmaru (1961), Tetsu monogatari (1962), Wanpaku ōji no orochi taiji (1962), Ankokugai saidai no kettō (1963) e Hustle Punch (1965).
Ma per gli animatori della Toei i primi anni sessanta sono tempi duri. Il presidente della compagnia, Hiroshi Okawa, richiede una produzione continua e ad ampio respiro, che possa reggere il confronto con quella americana. E il 22 ottobre 1958 è pronto il primo lungometraggio a colori nella storia del cinema d'animazione giapponese, La leggenda del serpente bianco.
Dal momento che il film riscuote un grande successo anche in ambito internazionale, Okawa decide di realizzare ogni anno un lungometraggio in modo da rimanere sempre sul mercato ed ammortizzare le spese in tempi ridotti. Questo però significa orari disumani e straordinari non retribuiti per gli animatori, che provano quindi ad unirsi in sindacato senza, tuttavia, ottenere alcun riconoscimento da parte dell'azienda (infatti i sindacati verranno riconosciuti solo a partire dal 1961). In ogni caso, i film della Toei ottengono un buon successo anche se, a causa dei ritmi di lavoro eccessivi, molti lavoratori vengono ricoverati per malattie nervose e psicosomatiche.
L'animazione dello studio Toei è ancora legata ai canoni estetici disneyani ma tra i registi e animatori si avverte il desiderio di sperimentare qualcosa di nuovo. Nonostante i dirigenti dell'azienda cerchino di incanalare le aspirazioni creative in questo orizzonte piuttosto angusto, le condizioni lavorative, le ambizioni autoriali e il desiderio di creare un cinema d'animazione originale travolgono questi vincoli: in pochi anni si affermano talenti fuori dal comune. Tra i molti è doveroso citare l'animatore Yasuo Ōtsuka, il primo a notare il talento di Takahata e le notevoli capacità dell'allora giovane disegnatore Hayao Miyazaki. Questi uomini gettano le basi di un'estetica originale che segnerà profondamente l'animazione giapponese.
Grazie a film come Il cavallino gobbettino di Ivan Ivanov-Vano, La regina delle nevi di Lev Atamanov e naturalmente La bergère et le ramoneur di Grimault, un numero non esiguo di animatori e registi di questa generazione scopre un modello alternativo all'animazione disneyana. Si comprende che è possibile concepire un'animazione di qualità distante dai modelli dominanti, attraverso la quale si può manifestare una sensibilità originale ed una diversa rappresentazione del movimento. Per l'immaginario di Takahata il film di Grimault è un punto fermo nella sua ricerca di un nuovo realismo; ciò che lo colpisce maggiormente è la visione sociale e l'attaccamento a una realtà culturale definita.
Nel frattempo anche nelle case giapponesi si imponeva la televisione e questo costringeva le varie case di produzione a rivedere i canoni secondo cui avevano lavorato fino a quel momento. Anche l'animazione dovette rivoluzionare gli standard e le ambizioni di un cinema d'animazione d'autore per andare incontro ad una produzione seriale e massificata, con un budget estremamente ridotto. Tetsuwan Atom (Astro Boy) di Osamu Tezuka, stravolse completamente i codici della produzione di animazione e le altre aziende dovettero adattarsi, come prontamente fece la Toei, che rispose con la serie Ōkami shōnen Ken (Ken il ragazzo lupo), di cui Takahata diresse alcuni episodi.

### La prima regia cinematografica
Del 1968, invece, è la sua prima regia cinematografica con il lungometraggio Taiyo no oji - Horusu no daiboken (La grande avventura del piccolo principe Valiant), in cui i direttori dell'animazione sono Ōtsuka e Miyazaki si occupa del layout e dei fondali, apportando molte idee e soluzioni che contribuiscono alla concezione grafica del film. Questo lungometraggio è la prima occasione che il gruppo ha per mettere in pratica possibilità tecniche e orientamenti stilistici completamente nuovi.
La spada del sole è una focosa impresa epica ambientata in una cornice di mito. Il film rompe nettamente con le produzioni infantili che avevano caratterizzato fino a quel momento lo studio Toei.
Per Takahata è un punto di partenza personale e anche un programma di ricerca formale. Allo stesso tempo questo lungometraggio segna l'inizio di un cammino comune con l'amico e collega Miyazaki. Il costoso progetto viene sviluppato più come una produzione indipendente gestita dagli stessi artisti piuttosto che un progetto diretto dagli organi di produzione veri e propri. È un'opera visionaria e pionieristica rivolta non solo ad un pubblico infantile, ma in grado di coinvolgere anche gli adulti. Ottiene un grande successo di critica, a cui però non corrispose un'altrettanto uguale risposta da parte del pubblico, rivelandosi un disastroso fallimento commerciale.

### Il sodalizio con Hayao Miyazaki
A partire da questo film Isao Takahata imposta le sue regie in funzione dell'apporto di Miyazaki e l'affiatamento privato e professionale tra i due artisti si approfondisce sempre più, elevando anche le qualità dei lavori come nel caso di Dobutsu Takarajiama, conosciuta in italiano col nome Gli allegri pirati dell'isola del tesoro.
Ma proprio a causa delle loro ambizioni artistiche sia Miyazaki che Takahata diventano figure ingombranti alla Toei e così raccolgono l'invito di Otsuka a raggiungerli alla A Production, un'affiliata della Tokyo Movie.
La complicità artistica che si è instaurata tra i due diventa lampante nei due mediometraggi Panda kopanda (Panda! Go, Panda!) e Panda Kopanda amefuri sākasu no maki (Il circo sotto la pioggia), diretti da Takahata sempre per lo studio A Production tra il 1972 ed il 1973, sull'onda dell'entusiasmo popolare suscitato dal dono da parte della Cina di due panda, ospitati nello zoo di Ueno a Tokyo.

### Cinema e televisione
Nel 1971 affianca Miyazaki quando questi subentra nella regia della prima serie di Rupan Sansei (Le avventure di Lupin III), e nel 1973 si accinge ad intraprendere una nuova sfida: la realizzazione integrale della sua prima serie televisiva (anche se nel 1964 aveva diretto alcuni episodi della prima serie TV della Toei, Ōkami shōnen Ken) nell'ambito di un ciclo della Nippon Animation chiamato World Masterpiece Theater, grazie al quale si cimenterà nell'adattamento di famosi romanzi di letteratura per ragazzi di vari paesi occidentali. La prima opera che affronta è Heidi (Arupisu no shojo Heidi) nel 1974, che ottiene un enorme successo, seguita da Marco (Haha wo tazunete sanzenri, lett. "3000 miglia per trovare la mamma"), tratta da Dagli Appennini alle Ande (da Cuore) nel 1976, e Anna dai capelli rossi (Akage no Anne) nel 1979.
Parallelamente a queste serie televisive Takahata dirige per il grande schermo Sero hiki no Goshu (Goshu, il violoncellista) adattando un racconto di Kenji Miyazawa. La produzione, curata dalla Oh! Production, è effettuata in condizioni artigianali e si conclude dopo ben sei anni. In questo film, il cui progetto è di Kazuo Komatsubara, al posto dell'usuale collaborazione di Miyazaki, si avvale del talento di Toshitsugu Saida e proprio grazie a questa nuova unione professionale emerge un tratto distintivo di Takahata: l'interesse per le sfumature.
Infatti prestando attenzione anche solo al nome del protagonista Goshu, traslitterazione della parola francese gauche, maldestro.
In Sero hiki no Goshu vediamo come l'avventura si sostituisce alla crescita interiore in un percorso che è innanzitutto alla scoperta di sé stesso.
Il terzo lungometraggio di Takahata, uscito anch'esso nel 1982, è Jarinko Chie (Chie la monella), adattamento dell'omonimo manga comico, ambientato nei quartieri popolari di Osaka. Goshu e Chie segnano la nascita dello stile personale di Takahata, volto all'esplorazione della vita quotidiana e all'introspezione dei personaggi, piuttosto che ad un'epica favolistica, per un approdo ad un cinema molto più orientato verso un pubblico adulto rispetto alle scelte fatte da molti animatori, tra cui lo stesso Miyazaki.

### Lo Studio Ghibli
Nel 1984 Nausicaä della Valle del vento (Kaze no tani no Naushika) prodotto da Takahata e diretto da Hayao Miyazaki ottiene un enorme successo, ma spinge il regista a scontrarsi con le richieste dei produttori a proposito dei suoi prossimi film. Così nel 1985, grazie all'aiuto della Tokuma Shoten, Miyazaki e Takahata riescono a realizzare il loro sogno e fondare un proprio studio di animazione: lo Studio Ghibli.
A questo punto tra i due uomini si stabilisce un rapporto di complementarità: nel 1987 Takahata produce Laputa - Castello nel cielo (Tenkū no shiro Rapyuta) scritto e diretto da Miyazaki e l'anno seguente Miyazaki produce Yanagawa horiwari monogatari ("La storia dei canali di Yanagawa") scritto e diretto da Takahata, un documentario a proposito della lotta condotta dalla popolazione locale per salvare il canale dalla cementificazione.
Nel 1988 sia Miyazaki sia Takahata raggiungono una vetta altissima della loro produzione, con segni destinati a durare nel tempo e ad influenzare l'immaginario collettivo. Infatti Miyazaki dirige Il mio vicino Totoro (Tonari no Totoro), il cui profilo diventerà il simbolo dello studio Ghibli, mentre Takahata firma la regia de Una tomba per le lucciole, triste vicenda che ha per protagonisti due bambini nella Kōbe straziata dalla seconda guerra mondiale.
Nel 1991 Takahata realizza il suo secondo lungometraggio targato Ghibli: Pioggia di ricordi. Oltre alla storia di una giovane donna che si trova ad un bivio della sua vita, il film tratta della contrapposizione tra mondi diversi quali possono essere la campagna e la città o l'infanzia e l'età adulta; analizza queste differenze giustapponendo flashback e vita presente fino a comporre una persona nella sua integrità, con il passato conciliato al presente.
Pom Poko (Heisei tanuki kassen ponpoko), premiato al festival di Annecy nel 1994, tratta del rapporto tra la natura e l'uomo, visto da un gruppo di Tanuki che rischia di perdere il proprio habitat a causa dell'espansione degli insediamenti umani. Quasi come risposta al problema sollevato da Pom Poko, Hayao Miyazaki tre anni dopo firma la regia di Princess Mononoke (Mononoke-hime), in cui evidenzia il conflitto tra gli uomini e gli dei della natura.
L'interesse di Isao Takahata si concentra sull'essere umano e l'animazione è il territorio privilegiato per studiare i problemi e i sogni dell'uomo contemporaneo. In I miei vicini Yamada del 1999, Takahata infatti pone la famiglia Yamada al centro della vicenda, una famiglia media vista nella sua quotidianità con leggerezza e umorismo. La tecnica del film cambia però radicalmente abbandonando il disegno tradizionale su acetato e rivolgendosi alla grafica computerizzata, dando però l'impressione di un tratto grezzo, come se i personaggi fossero solo stati abbozzati su carta e ripresi.
Nel 2005 inizia ad occuparsi di La storia della Principessa Splendente, basato sull'antico racconto popolare giapponese Taketori monogatari (lett. "Il racconto di un tagliabambù"). Il film viene distribuito nel 2013, dopo 8 anni di lavorazione.
Nel 2015 Takahata viene insignito dell'Ordine delle arti e delle lettere dallo Stato francese.
Simpatizzante comunista e pacifista, è stato particolarmente impegnato a contrastare il primo ministro nazionalista Shinzo Abe e i suoi piani per riarmare il Giappone e partecipare a teatri operativi esteri. Nel 2011, dopo il disastro di Fukushima, è stato critico nei confronti dell'energia nucleare.

## Morte
A Takahata era stato diagnosticato un cancro ai polmoni, ed è morto il 5 aprile 2018, in un ospedale di Tokyo, all'età di 82 anni. Il 15 maggio 2018 si tenne una cerimonia d'addio per Takahata al Museo Ghibli di Tokyo. Hayao Miyazaki ha parlato pubblicamente per la prima volta della morte di Takahata, dicendo: «Ero convinto che Paku-san (soprannome di Takahata) avrebbe vissuto per 95 anni, ma sfortunatamente è morto. Mi fa pensare che anche il mio tempo è limitato...Grazie, Paku-san».

## Filmografia

### Regista

#### Cinema

##### Lungometraggi
- La grande avventura del piccolo principe Valiant (太陽の王子 ホルスの大冒険, Taiyō no ōji - Horusu no daibōken) (1968)
- Jarinko Chie (1981)
- Goshu il violoncellista (1982)
- Una tomba per le lucciole (火垂るの墓, Hotaru no haka) (1988)
- Pioggia di ricordi (おもひでぽろぽろ, Omohide poro poro) (1991)
- Pom Poko (平成狸合戰ぽんぽこ, Heisei tanuki gassen Ponpoko) (1994)
- I miei vicini Yamada (ホーホケキョとなりの山田くん, Hōhokekyo tonari no Yamada-kun) (1999)
- La storia della Principessa Splendente (かぐや姫の物語, Kaguya-hime no monogatari) (2013)

##### Cortometraggi e mediometraggi
- Panda! Go, Panda! (パンダコパンダ, Panda kopanda) (1972) - mediometraggio
- Il circo sotto la pioggia (1973) - mediometraggio
- Fuyu no hi (2003, progetto collettivo)

##### Documentari
- Yanagawa horiwari monogatari (1987) - documentario

#### Televisione
- Le avventure di Lupin III (ルパン三世, Rupan Sansei) (1971-72) - serie animata, 14 episodi
- Heidi (アルプスの少女ハイジ, Arupusu no shōjo Haiji) (1974) - serie animata
- Marco (母をたずねて三千里, Haha o tazunete sanzen ri) (1976) - serie animata
- Anna dai capelli rossi (赤毛のアン, Akage no An) (1979) - serie animata
- Noodle (アルプスの麺類, Arupusu no shojo men) (1979) - serie animata

### Sceneggiatore
- Marco (母をたずねて三千里, Haha o tazunete sanzen ri) (1976)
- Anna dai capelli rossi (赤毛のアン, Akage no An) (1979)
- Jarinko Chie (1981)
- Goshu il violoncellista (1982)
- Yanagawa horiwari monogatari (1987)
- Una tomba per le lucciole (火垂るの墓, Hotaru no haka) (1988)
- Pioggia di ricordi (おもひでぽろぽろ, Omohide poro poro) (1991)
- Pom Poko (平成狸合戰ぽんぽこ, Heisei tanuki gassen Ponpoko) (1994)
- I miei vicini Yamada (ホーホケキョとなりの山田くん, Hōhokekyo tonari no Yamada-kun) (1999)
- Fuyu no hi (2003, film collettivo)
- La storia della Principessa Splendente (かぐや姫の物語, Kaguya-hime no monogatari) (2013)

### Produttore
- Nausicaä della Valle del vento (風の谷のナウシカ, Kaze no tani no Naushika) (1984)
- Laputa - Castello nel cielo (天空の城ラピュタ, Tenkū no shiro Rapyuta) (1986)

### Direzione musicale
- Kiki - Consegne a domicilio di Hayao Miyazaki (魔女の宅急便, Majo no takkyūbin) (1989)

### Traduzione e supervisione della versione giapponese
- Le Roi et l'Oiseau di Paul Grimault (1980)
- Kirikù e la strega Karabà (Kirikou et la Sorcière) di Michel Ocelot (1998)
- Principi e principesse (Princes et Princesses) di Michel Ocelot (2000)
- Appuntamento a Belleville (Les Triplettes de Belleville) di Sylvain Chomet (2003)
- My Love di Aleksandr Konstantinovič Petrov (2006)
- Azur e Asmar (Azur et Asmar) di Michel Ocelot (2006)

## Riconoscimenti
- Premio Oscar
  - 2015 – Candidatura per il miglior film d'animazione per La storia della Principessa Splendente